# 800 meter för herrar vid svenska mästerskapen i friidrott 2013
800 m vid svenska mästerskapen i friidrott 2013 ägde rum i Borås 31 augusti med försöksheat  och final 1 september.

## Heat 1
| Rank | Namn              | Tid     | Noteringar |  |
| ---- | ----------------- | ------- | ---------- |  |
| 1    | Joni Jaako        | 1:56.36 | Q          |  |
| 2    | Andreas Almgren   | 1:56.49 | Q          |  |
| 3    | Tobias Åberg      | 1:56.85 |            |  |
| 4    | Henrik hansson    | 1:57.24 |            |  |
| 5    | Anton Persson     | 1:57.81 |            |  |
| 6    | Abshir Aweys      | 1:57.88 |            |  |
| 7    | Oskar Rosenlund   | 2:00.94 |            |  |
| DNS  | Jonas Wahl Sjöman | DNS     |            |  |

## Heat 2
| Rank | Namn               | Tid     | Noteringar |  |
| ---- | ------------------ | ------- | ---------- |  |
| 1    | Robin Rohlén       | 1:52.87 | Q          |  |
| 2    | Rickard Gunnarsson | 1:53.07 | Q          |  |
| 3    | Ahmed Tahir        | 1:53.84 | q          |  |
| 4    | Johan Eriksson     | 1:54.32 | q          |  |
| 5    | Gustav Karnebäck   | 1:54.59 |            |  |
| 6    | Elias Johansson    | 1:58.88 |            |  |
| 7    | Anton Asplund      | 1:59.19 |            |  |
| DNF  | Abdiqani Khadar    | DNF     |            |  |

## Heat 3
| Rank | Namn             | Tid     | Noteringar |  |
| ---- | ---------------- | ------- | ---------- |  |
| 1    | Johan Rogestedt  | 1:53.82 | Q          |  |
| 2    | Johan Svensson   | 1:54.14 | Q          |  |
| 3    | Viktor Ekelund   | 1:54.41 | q          |  |
| 4    | Johan Hydén      | 1:54.70 |            |  |
| 5    | Mattias Ohlsson  | 1:55.01 |            |  |
| 6    | Bienvenue Musore | 1:55.60 |            |  |
| 7    | Gustav Bivstedt  | 1:59.74 |            |  |
| 8    | Karl Wallén      | 2:03.35 |            |  |

## Final
| Rank | Namn               | Tid     | Noteringar |
| ---- | ------------------ | ------- | ---------- |
| 1    | Johan Rogestedt    | 1:48.89 |            |
| 2    | Robin Rohlén       | 1:49.26 |            |
| 3    | Johan Svensson     | 1:49.46 |            |
| 4    | Andreas Almgren    | 1:49.72 |            |
| 5    | Joni Jaako         | 1:50.04 |            |
| 6    | Rickard Gunnarsson | 1:51.50 |            |
| 7    | Ahmed Tahir        | 1:53.28 |            |
| 8    | Johan Eriksson     | 1:54.17 |            |
| 9    | Viktor Ekelund     | 1:56.71 |            |